# Ferdinand Hamer

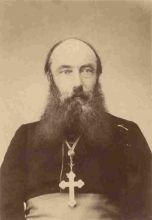
Bisschop Hamer

Ferdinandus Hubertus Hamer (Nijmegen, 21 augustus 1840 - To Tsjeng (huidige Togtoh, Binnen-Mongolië), 25 juli 1900) was een Nederlandse missionaris die in de Chinese provincie Binnen-Mongolië tot bisschop werd gewijd. Tijdens de Bokseropstand is hij ter dood gebracht.

## Leven

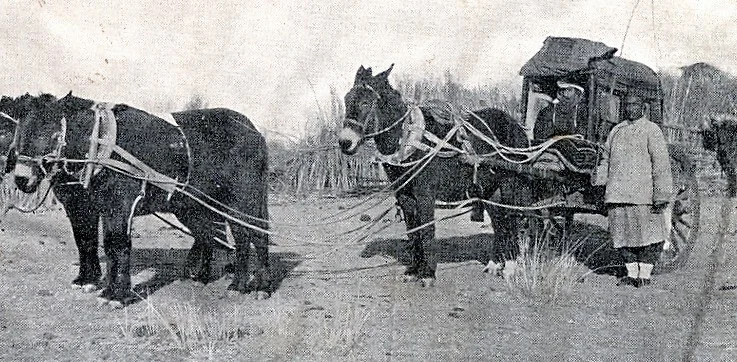
Ferdinand Hamer met staande zijn koetsier Eul-pi-n-dze-high

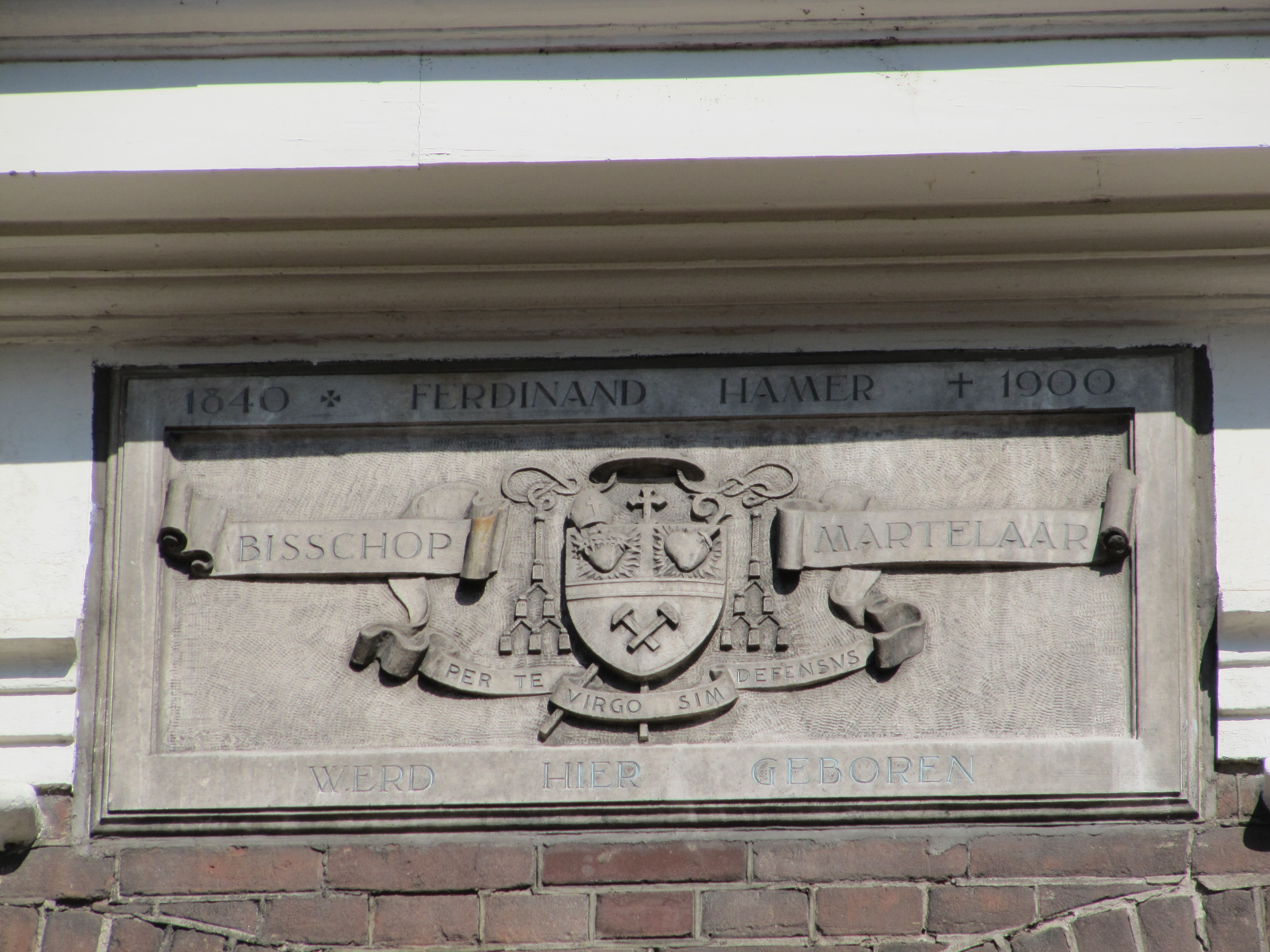
Plaquette op het geboortehuis van Hamer aan de Molenstraat 122, gemaakt door Bernard Fokkinga

Hamer werd geboren in de Nijmeegse Molenstraat, waarvan later een deel naar hemzelf zou worden hernoemd. Hij bezocht tussen 1853 en 1860 het bisschoppelijke kleinseminarie Kuilenburg in Culemborg en het priesterseminarie Rijsenburg bij Driebergen. Op 10 augustus 1864 ontving hij zijn priesterwijding in Utrecht. Hamer sloot zich aan bij de Congregatie van het Onbevlekt Hart van Maria, alias de scheutisten. In augustus 1865 vertrok hij met de eerste groep scheutisten naar Binnen-Mongolië.
Op 21 juni 1878 werd Hamer benoemd tot apostolisch vicaris van Gansu en titulair bisschop van Tremithus. Zijn bisschopswijding door zijn medebroeder en landgenoot monseigneur Bax vond plaats op 27 oktober 1878. Zijn zetel stond in de hoofdstad van de provincie Gansu. Ondanks dat hij de taal niet vloeiend sprak, was hij bij de Chinese christenen geliefd. Op 15 februari 1889 benoemde paus Leo XIII hem tot apostolisch vicaris van Zuidwest-Mongolië. Zijn wapenspreuk is te lezen op zijn geboortehuis: Per te Virgo sim defensus, een regel uit het Marialied Stabat Mater. Hij vertrok in juli 1889 vanwege zijn matige gezondheid eerst naar Nederland en reisde vervolgens door naar Rome om aan te sterken. Anderhalf jaar later keerde hij terug naar Binnen-Mongolië.
Hamer reisde rond in het gebied. Plaatsen lagen dagreizen uit elkaar en er moesten lange afstanden afgelegd worden. Het aantal missieposten steeg in deze jaren van 7 naar 30, het aantal scholen van 18 naar 52 en het aantal christenen verdubbelde.
In 1900 bereikte de Bokseropstand dit gedeelte van Mongolië. Ondanks het advies van een bevriende heerser in het gebied om te vertrekken vanwege de lage overlevingskansen, bleef Hamer op zijn post omdat hij zijn bekeerlingen niet in de steek wilde laten. Hij stuurde andere missionarissen wel naar een veiliger gebied. Hamer werd met drie priesters gevangengenomen in zijn eigen kerk te Togtho. Hij werd dagenlang onderworpen aan marteling, berecht en ten slotte levend verbrand.
Hamer werd jaren gezien als het grootste voorbeeld van een Nederlandse missionaris-martelaar, maar is nooit heilig verklaard.

## Standbeeld en straatvernoeming

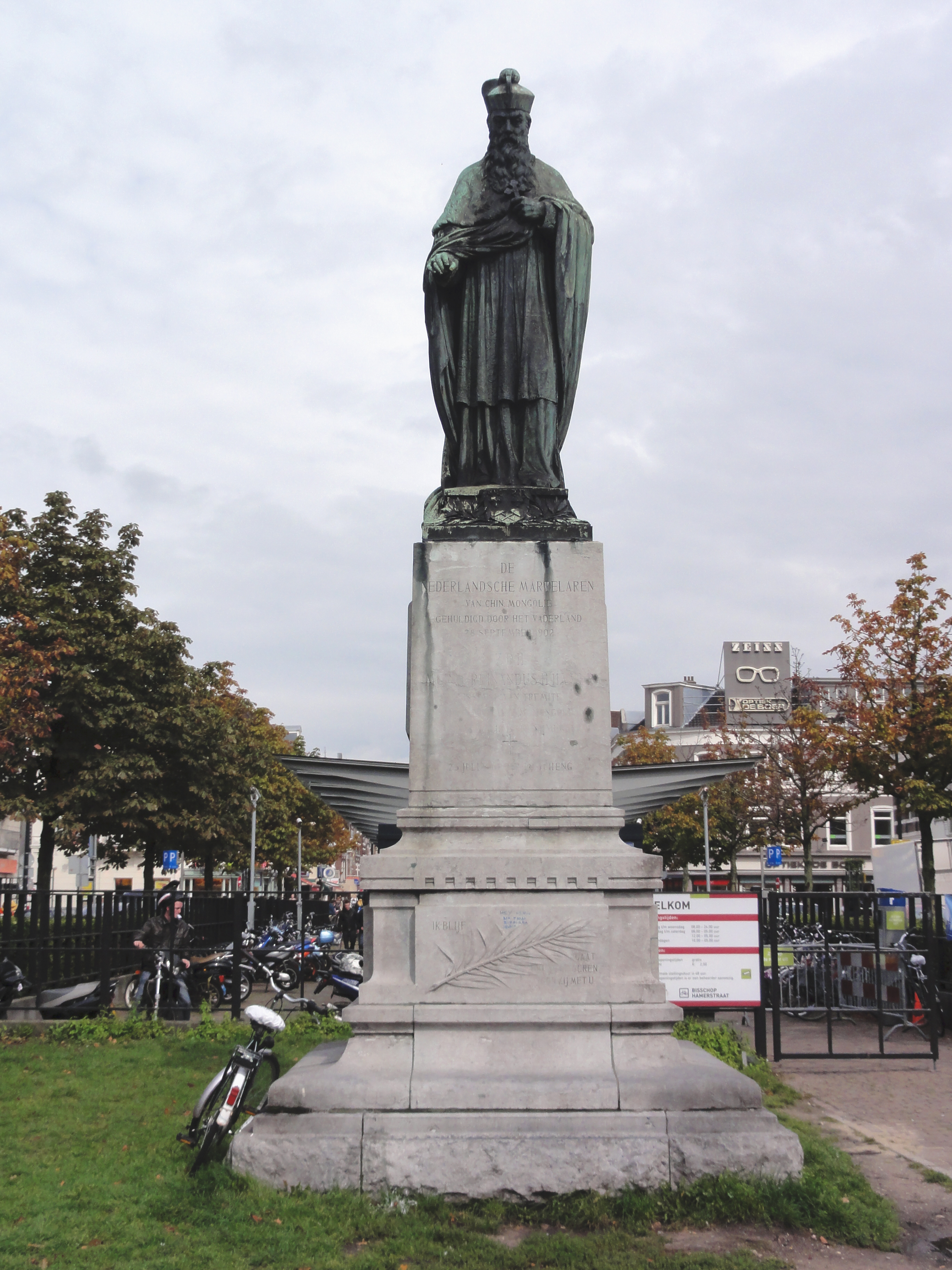
Standbeeld aan de Bisschop Hamerstraat te Nijmegen

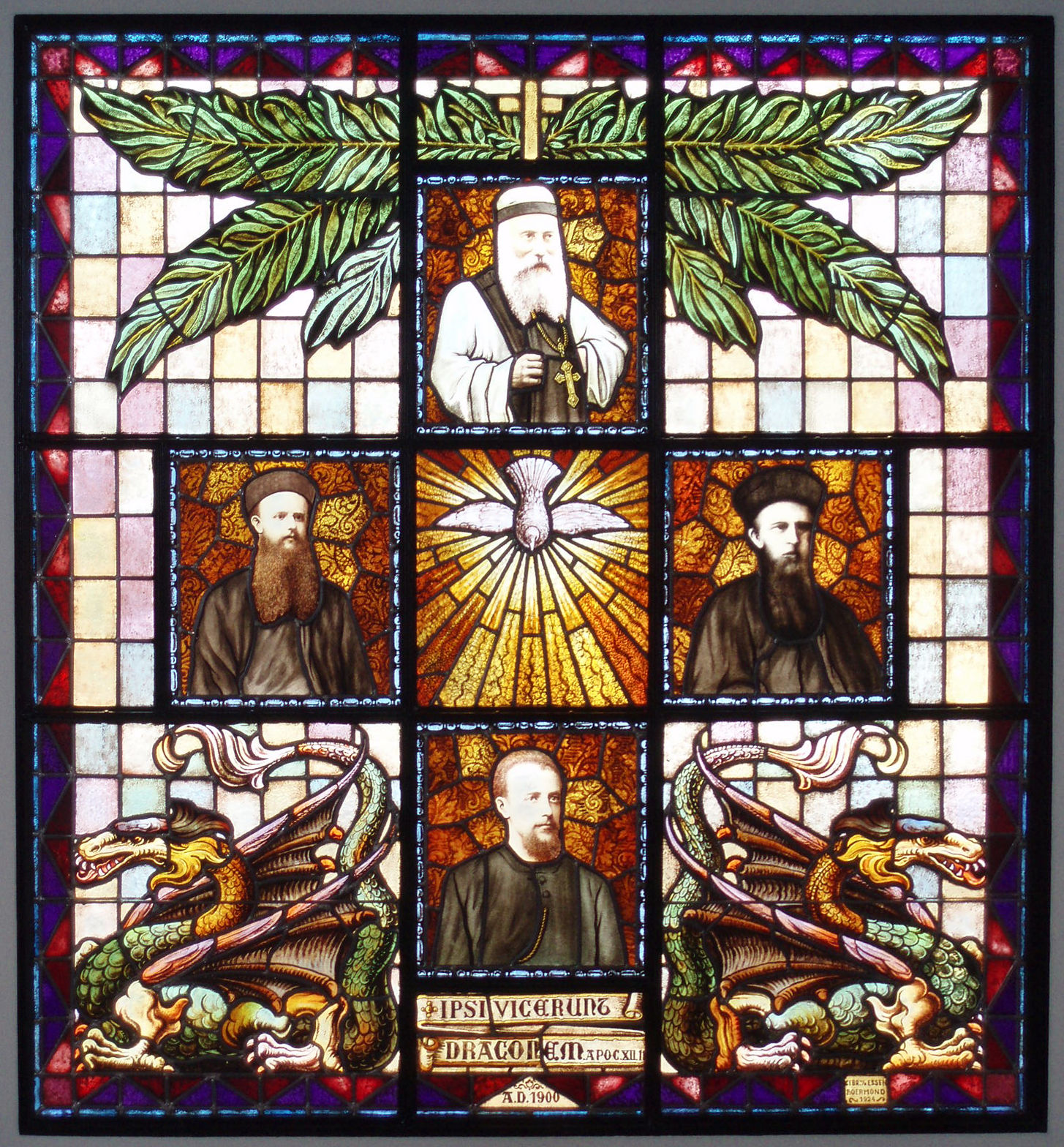
Glas-in-loodraam in het Bisschop Hamerhuis

Na Hamers marteldood werd er in zijn geboorteplaats Nijmegen  een standbeeld voor hem opgericht, aan het begin van zijn geboortestraat. Het benodigde geld kwam uit heel Nederland en het beeld werd geplaatst in 1902. Kort daarop werd ook dit gedeelte van de Molenstraat hernoemd tot Bisschop Hamerstraat.

## Proces ter canonisatie
Enkele jaren na zijn dood begon de congregatie van Scheut een proces tot zaligverklaring van Ferdinand Hamer (een opstap naar heiliging). Om verschillende redenen heeft dit niet tot een gewenst resultaat geleid. Het vinden van betrouwbare getuigen was moeilijk en toen dit eindelijk lukte brak de Tweede Wereldoorlog uit. Nadat in 1945 Mao Zedong aan de macht was gekomen moesten de missionarissen van Scheut het land verlaten. Algemeen was men bevreesd voor Chinese represailles bij een zaligverklaring van Hamer. Mede onder invloed van de secularisatie zette de congregatie van Scheut in de jaren zeventig het proces-Hamer stop.